# Laboratorija zvuka
Laboratorija zvuka (cirill betűkkel: Лабораторија звука, néha röviden csak Laboratorija) egy szerb együttes, amely 1977-ben alakult Újvidéken és 1996-ig működött.

## Tagok
- Predrag Peđa Vranešević (ének, gitár, billentyűsök)
- Mladen Bata Vranešević (ének)
- Dina Kurbatfinsky-Vranešević (ének)
- Aleksandar Pejak (gitár)
- Vera Lajko (billentyűsök)
- Dragan Zarić (dob)
- Đorđe Urban (basszus)
- Vince Olah (hegedű)
- Miroslav Ćurćijanski (hegedű)
- Ivan Kašik (dob)
- Renata Viggy (ének)
- Pis-Spi Cvetanović (gitár)
- Deže Molnar (szaxofon, klarinét)
- Zoran Bulatović [Balé] (gitár)
- Zoran Maletić Zoxx (gitár)
- Senad Jašarević (billentyűsök)
- Stojan Jovanović Kića (basszus)
- Ivan Fece Firči (dob)
- A. Nudić (dob)

## Albumaik

### Nagylemezek
- Telo (Jugoton, 1979)
- Duboko u tebi (Jugoton, 1982)
- Nevinost (Jugoton, LSY 63244, 1986)
- Нeмa ниђе те љeпoтe (Nema nidje te ljepote) (Komuna, 1996)

### Kislemezek
- Dok vam je još vreme / Sve je to bilo u proleće (PGP RTB, S 51 815, 1978)
- Ko ne zna da se smeši / Brek boks (PGP RTB, S 51 842, 1979)
- Mod-deran / Ska-kavac joj zaš'o u rukavac (SY 23754, 1980)
- Полетарац / Сточићу, Постави Се (Jugoton, SY-23767, 1981)
- Devica 69 (Jugoton, SY-23902, 1982)
- Još ovaj put (1983)

## Filmek
- Laboratorija zvuka (1982)[1]

## Külső hivatkozások
- Čemu umetnost
- Laboratorija zvuka